# Іманоль Гарсія де Альбеніс
Імано́ль Гарсі́я де Альбе́ніс Кресе́нте (ісп. Imanol García de Albéniz Crecente), також відомий просто як Імано́ль (ісп. Imanol; нар. 8 червня 2000, Абанто-і-Сьєрвана) — іспанський футболіст, захисник чеського клубу «Спарта» (Прага), який на правах оренди виступає за «Андорру».

## Клубна кар'єра

### «Атлетік» (Більбао)
Почав займатися футболом у юнацькому клубі «Гальярта», а 2010 року приєднався до академії Лесама зі структури «Атлетіка» (Білбао). 26 серпня 2018 року дебютував за фарм-клуб у матчі Терсери Дивізіону проти «Деусто».
Перед початком сезону 2019–20 був переведений до резервної команди із Сегунди Дивізіону Б, за яку став постійно виступати. 5 березня 2021 року продожив контракт з «Атлетіком» до 2025 року, а 1 липня відправився в сезонну оренду в клуб Сегунди Дивізіону «Мірандес».

#### Оренда в «Мірандес»
16 серпня 2021 року дебютував за «Мірандес», вийшовши в стартовому складі в матчі Сегунди проти «Малаги». 23 серпня в матчі Сегунди проти «Аморебієти» забив свій перший гол за «Мірандес». Всього в сезоні 2021–22 провів за клуб 34 матчі, в яких забив 2 голи і віддав 5 результативних передач.

#### Оренда в «Ейбар»
14 липня 2022 року на правах оренди перейшов в інший клуб Сегунди «Ейбар» до кінця сезону. Дебютував за «Ейбар» 13 серпня у матчі Сегунди проти «Тенерифе», вийшовши в стартовому складі. В лютому 2023 року в матчі проти «Луго» зазнав травми (розрив ахілового сухожилля), через яку пропустив другу частину сезону. Загалом в сезоні 2022–23 провів 28 матчів за «Ейбар».

#### Дебют за «Атлетік»
В липні 2023 року повернувся з оренди і був переведений до першої команди «Атлетіка» під час передсезонної підготовки. 12 серпня дебютував за клуб у матчі Ла-Ліги проти «Реала» (Мадрид), вийшовши на заміну Іньїго Лекуе. 6 квітня 2024 року став володарем Кубка Іспанії, здобувши свій перший трофей з клубом. Всього у своєму дебютному сезоні провів 10 матчів за «Атлетік».

### «Спарта» (Прага)
16 липня 2024 року перейшов в чеський клуб «Спарта» (Прага), підписавши багаторічний контракт. Сума трансферу становила близько 500 тисяч євро. 23 липня дебютував за «Спарту», вийшовши в стартовому складі матчу кваліфікації Ліги чемпіонів УЄФА проти ірландського «Шемрок Роверс». 10 серпня в поєдинку проти клубу «Богеміанс 1905» дебютував у Першій лізі, вийшовши в стартовому складі.

#### Оренда в «Андорру»
19 липня 2025 року відправився в сезонну оренду в клуб Сегунди «Андорра», що за підсумками попереднього сезону підвищився в класі.

## Кар'єра в збірній
23 березня 2024 року дебютував за збірну Країни Басків, вийшовши в стартовому складі в товариському матчі проти збірної Уругваю.

## Статистика виступів
Станом на 11 серпня 2024
| Клуб              | Сезон             | Чемпіонат          | Чемпіонат | Чемпіонат | Кубок | Кубок | Єврокубки | Єврокубки | Інші  | Інші | Всього | Всього |
| Клуб              | Сезон             | Дивізіон           | Матчі     | Голи      | Матчі | Голи  | Матчі     | Голи      | Матчі | Голи | Матчі  | Голи   |
| ----------------- | ----------------- | ------------------ | --------- | --------- | ----- | ----- | --------- | --------- | ----- | ---- | ------ | ------ |
| Басконія          | 2018–19           | Терсера Дивізіон   | 36        | 1         | —     | —     | —         | —         | —     | —    | 36     | 1      |
| Більбао Атлетік   | 2019–20           | Сегунда Дивізіон Б | 20        | 1         | —     | —     | —         | —         | 1     | 0    | 21     | 1      |
| Більбао Атлетік   | 2020–21           | Сегунда Дивізіон Б | 24        | 1         | —     | —     | —         | —         | 2     | 0    | 26     | 1      |
| Більбао Атлетік   | Всього            | Всього             | 44        | 2         | —     | —     | —         | —         | 3     | 0    | 47     | 2      |
| → Мірандес        | 2021–22           | Сегунда Дивізіон   | 34        | 2         | 0     | 0     | —         | —         | —     | —    | 34     | 2      |
| → Ейбар           | 2022–23           | Сегунда Дивізіон   | 27        | 0         | 1     | 0     | —         | —         | —     | —    | 28     | 0      |
| Атлетік (Більбао) | 2023–24           | Ла-Ліга            | 9         | 0         | 1     | 0     | —         | —         | —     | —    | 10     | 0      |
| Спарта (Прага)    | 2024–25           | Перша ліга         | 1         | 0         | 0     | 0     | 2         | 0         | —     | —    | 3      | 0      |
| → Андорра         | 2025–26           | Сегунда Дивізіон   | 0         | 0         | 0     | 0     | —         | —         | —     | —    | 0      | 0      |
| Всього за кар'єру | Всього за кар'єру | Всього за кар'єру  | 151       | 5         | 2     | 0     | 2         | 0         | 3     | 0    | 158    | 5      |

1. 1 2  Матчі в плей-оф Сегунди Дивізіону Б
2. ↑  Матчі в Лізі чемпіонів УЄФА

## Досягнення
«Атлетік» (Більбао)
- Володар Кубка Іспанії: 2023–24[27]